# 헬무트 그뢰트룹
헬무트 그뢰트룹(Helmut Gröttrup, 1916년 2월 12일~1981년 7월 4일)은 독일의 엔지니어, 로켓 과학자이자 스마트 카드 발명가이다. 그뢰트룹은 제2차 세계대전 동안 베르너 폰 브라운의 지휘 하에 독일의 V-2 로켓 프로그램에 참여했다. 1946년부터 1950년까지 그는 세르게이 코롤료프 휘하의 소련 로켓 프로그램을 위해 강제로 일하게 된 170명의 독일 과학자 그룹을 이끌었다. 1953년 12월 서독으로 돌아온 후 데이터 처리 시스템을 개발하고 컴퓨터 과학의 초기 상업 응용에 기여했다. 1967년 그뢰트룹은 근거리 무선 통신(NFC)을 위한 유도 결합을 포함하여 안전한 식별 및 접근 제어를 위한 위조 방지 "키"로서 스마트 카드의 기본 원리를 발명했다.

## 생애

### 부모
헬무트 그뢰트룹의 아버지 요한 그뢰트룹(1881–1940)은 기계 공학자였다. 그는 베를린의 기술 직원들과 사회민주노동조합의 관리들을 위한 연합체인 분더테크니센 안게스텔텐과 빔텐(부타브)에서 전임으로 일했다. 엘센에서 태어난 그의 어머니 테레스 그뢰트룹(1894–1981)은 평화 운동에 적극적이었다. 요한 그뢰트룹은 나치당이 권력을 잡았던 1933년에 직장을 잃었다.

### 교육
1935년부터 1939년까지 헬무트 그뢰트룹은 베를린 공과대학에서 응용물리학을 공부하고 가이거 계수기의 공동발명자인 한스 가이거 교수와 논문을 발표했다. 또 그뢰트룹은 만프레드 폰 아르덴의 연구소인 Forschungslaboratorium für Elektronenphysik에서 일했다.

## 같이 보기
- 우주 경쟁